# 4. Lothringisches Infanterie-Regiment Nr. 136
Das 4. Lothringische Infanterie-Regiment Nr. 136 war ein Infanterieverband der Preußischen Armee. Das Regiment wurde 1887 im Zuge der Heereserweiterung gegründet und im Reichsland Elsaß-Lothringen an der Grenze zu Frankreich stationiert – unter anderem in Dieuze, Forbach und Pfalzburg. Zeitweise lebten in diesen Garnisonsstädten mehr Regimentsangehörige als zivile Einwohner. Während des Ersten Weltkrieges war das Regiment an Kämpfen an der Westfront wie auch an der Ostfront beteiligt und verlor dabei insgesamt 4.360 Soldaten. Nach Kriegsende wurde das Regiment Anfang 1919 aufgelöst.

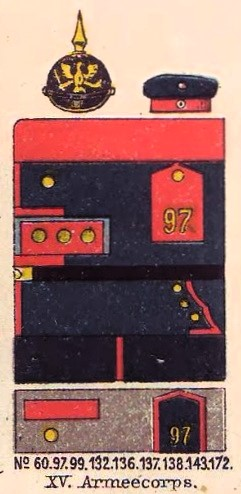
Farbschema der Uniforme des Regiments: „Gelbe Knöpfe und Helmbeschläge; rote Schulterklappen; rote Ärmelplatten mit hellblauem Vorstoß“

## Geschichte

### Aufstellung und Garnisonszeit im Kaiserreich (1887–1913)
Das Regiment wurde durch Allerhöchste Kabinetts Ordre (A.K.O.) vom 11. März 1887 (Stiftungstag) gegründet und am 11. März und (mit Bereinigung) am 1. April 1887 als Infanterie-Regiment Nr. 136 aufgestellt:
Zum 11. März wurden durch Abgaben einzelner Kompanien von folgenden Einheiten aus Infanterieregimentern gebildet: für das I. Bataillon: 4. Kompanie des Infanterieregiment 8 (4./IR 8,) 6./IR 48, 6./IR 52, 8./IR 12; für das II. Bataillon: 5./IR 20, 8./IR 24, 12./IR 35, 12./IR 64; für das III. Bataillon: 2./IR 93, 10./IR 27, 12./IR 26, 8./IR 66.
Am 2. Oktober 1893 wurde ein IV. (Halb-)Bataillon aufgestellt. Dieses wurde am 1. April 1897 zusammen mit dem IV. (Halb-)Bataillon des Infanterie-Regiments Nr. 97 in Saarburg i. L. zur Formierung des 1. Bataillons des neuen Infanterie-Regimentes Nr. 171 in Bitsch abgegeben.
Das Regiment unterstand der gleichfalls neuformierten 65. Infanterie-Brigade. Diese war der neuformierten 33. Division zugeordnet.
Das Regiment nahm 1899 in Stuttgart und 1908 in St. Avold am Kaisermanöver mit vorhergehender Kaiserparade teil. Die Großübung wurde während der Zeit des Deutschen Kaiserreichs als das bedeutendste und umfassendste Militärmanöver bezeichnet, das alljährlich in Gegenwart des Kaisers stattfand.
Anlässlich seines Geburtstages erließ Wilhelm II. am 27. Januar 1902 den Armee-Befehl, dass die zuvor noch ohne landmannschaftliche Bezeichnung geführten Verbände zur besseren Unterscheidung und zur Traditionsbildung eine Namenserweiterung erhalten sollten. Das Regiment ab diesem Zeitpunkt die Bezeichnung 4. Lothringisches Infanterie-Regiment Nr. 136.
Am 1. April 1906 fand eine Veränderung des Unterstellungsverhältnisses statt. Das Regiment tauschte mit dem in Straßburg stationierten 3. Unter-Elsässischen Infanterie-Regiment Nr. 138 die Garnison und bildete gemeinsam mit dem Infanterie-Regiment Nr. 105 die 85. Infanterie-Brigade.

### Uniform und Ausrüstung
Der im Mittelfeld der 126 cm² großen Fahne befindliche „preußische Kriegsadler“ hat eine friderizianische Gestalt. Die Krone, der Schwertknauf und das Blitzbündel des Adlers waren in Gold gehalten. Das Mittelfeld, die vier Eckmedaillons und das Spruchband hatte die rote Farbe der Achselklappen des XV. Korps. Die vier Keile waren weiß mit schwarzen Rändern.

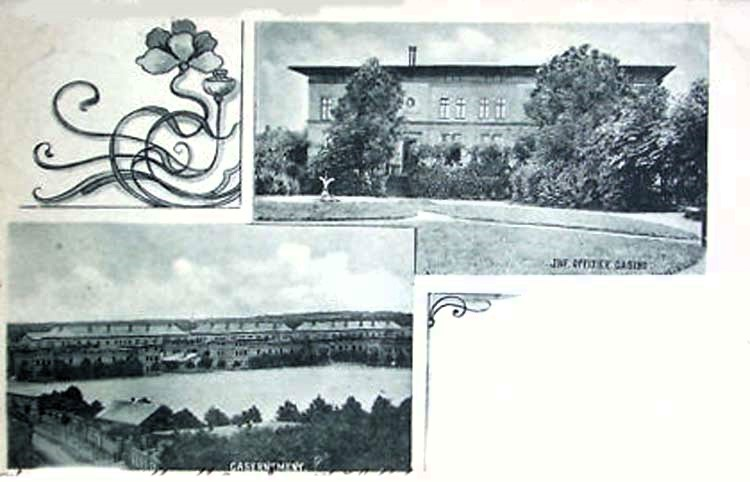
Infanterie-Kaserne in Dieuze (Duß)
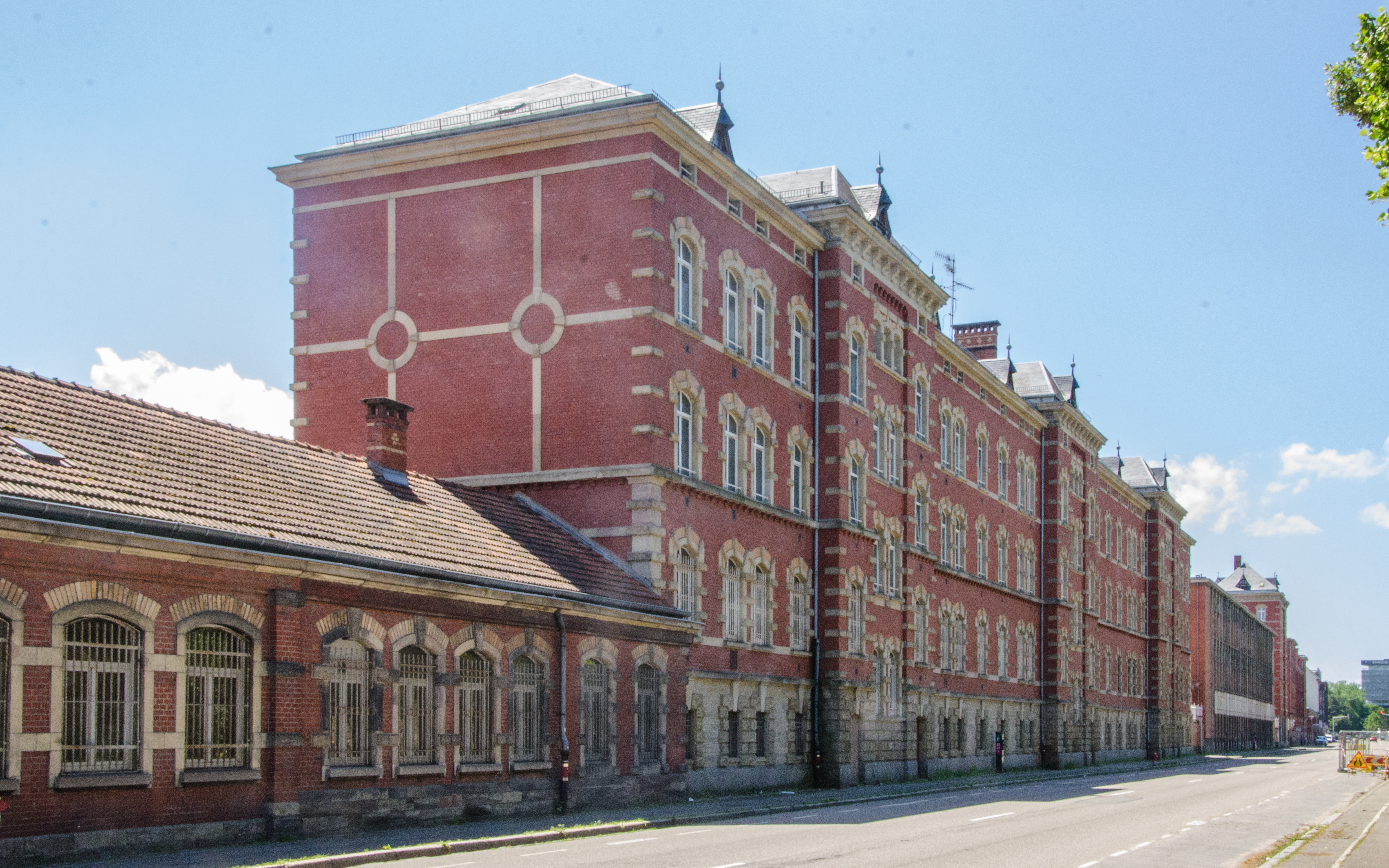
Manteuffel-Kaserne in Straßburg
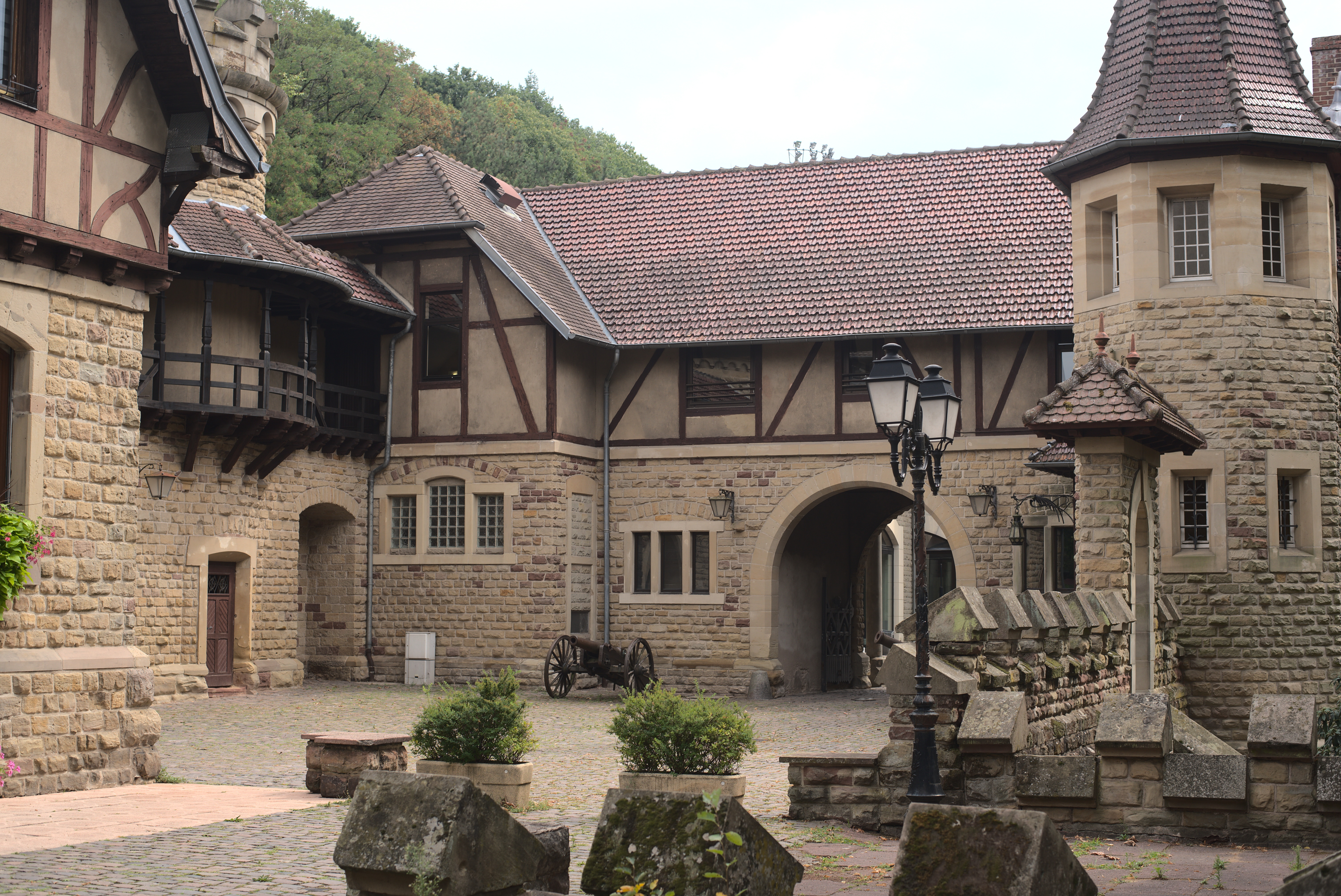
Château Schlossberg Forbach
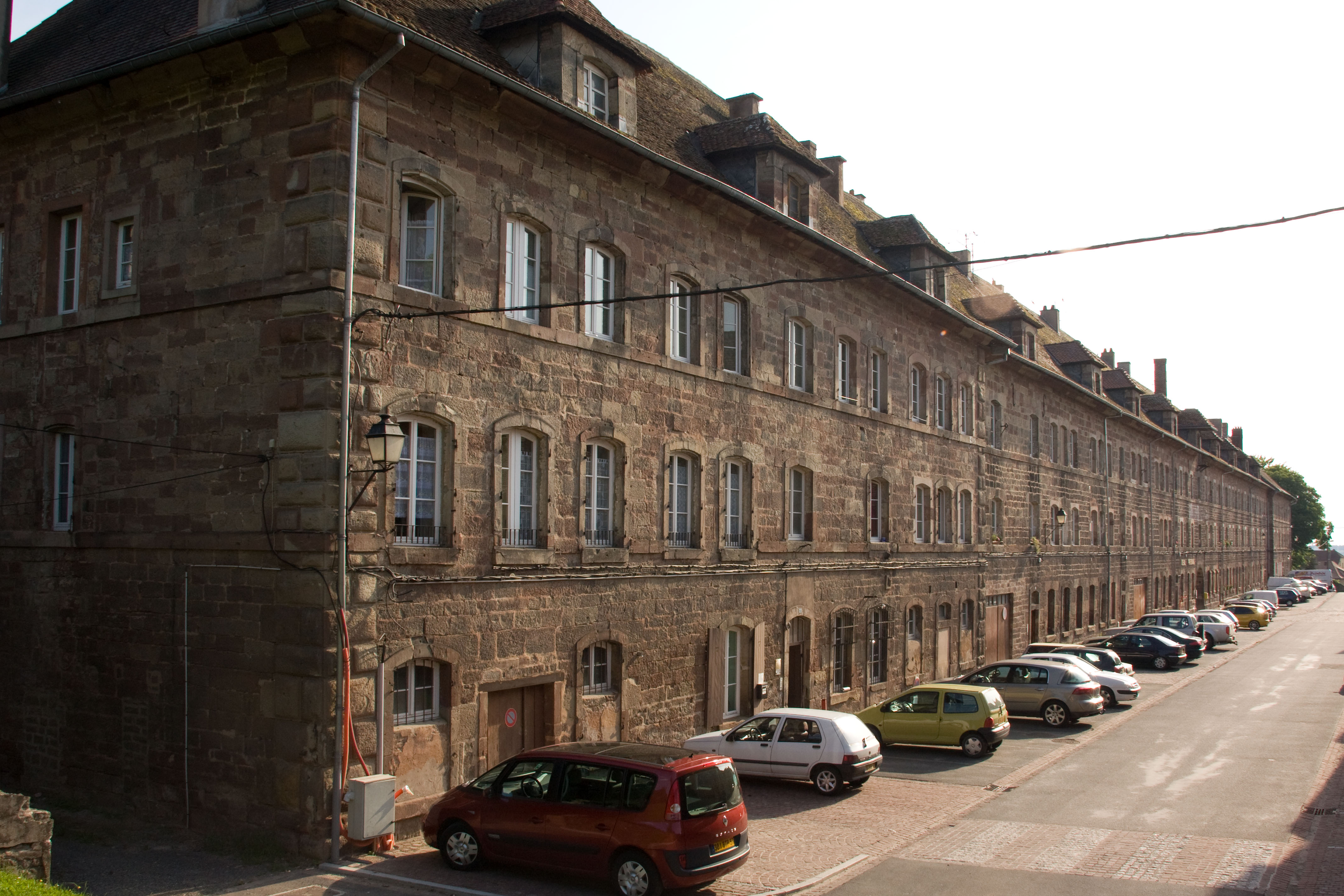
Lobau-Kaserne in Pfalzburg

### Garnisonen und Kasernenbauten
Die Garnison des Regiments war von 1887 bis 1906 Dieuze sowie zusätzlich Forbach und Pfalzburg. Die Infanterie-Kaserne in Dieuze wurde speziell für das Regiment Nr. 136 errichtet, für den Bau der Kaserne wurde 1887 in einem außerordentlichen Etat 2,37 Mio. Reichsmark bereitgestellt. Von 1894 bis 1895 wurde die Kaserne in Dieuze um Baracken für das kurz vorher aufgestellte IV. (Halb-)Bataillon errichtet. Neben zwei Mannschaftskasernen für je etwa 90 Mann entstand unter anderem ein Kammergebäude und eine Büchsenmacherei. Die Gesamtkosten dieses Baus lagen bei etwa 138.000 Reichsmark.
1906 tauschte das Regiment seine Garnison mit dem Infanterie-Regiment Nr. 138, das seit 1887 in Straßburg stationiert war. Dort war von 1884 bis 1887 die Manteuffel-Kaserne (Lage) gebaut worden, benannt nach Feldmarschall Manteuffel, bis zu seinem Tod 1885 Reichsstatthalter in Elsaß-Lothringen. Die Manteuffel-Kaserne wurde 1919 von der französischen Armee nach ihrem Oberbefehlshaber in Caserne Foch umbenannt, stationiert wurde dort das 158e régiment d'infanterie. Nach dem Einmarsch der Wehrmacht 1940 wurde die Kaserne wieder in Manteuffel-Kaserne rückbenannt. 1945 benannte die französische Armee die Kaserne schließlich in Caserne Stirn um, nach Jean Paul Ernest Stirn (1867–1915), einem im Ersten Weltkrieg gefallenen französischen General. Von 1959 bis 1985 war hier die Ecole Militaire de Strasbourg ansässig, seitdem eine Ausbildungseinrichtung (Centre de formation interarmées au renseignement, CFIAR) des militärischen Nachrichtendienstes Direction du Renseignement Militaire.

## Einsatzgeschichte

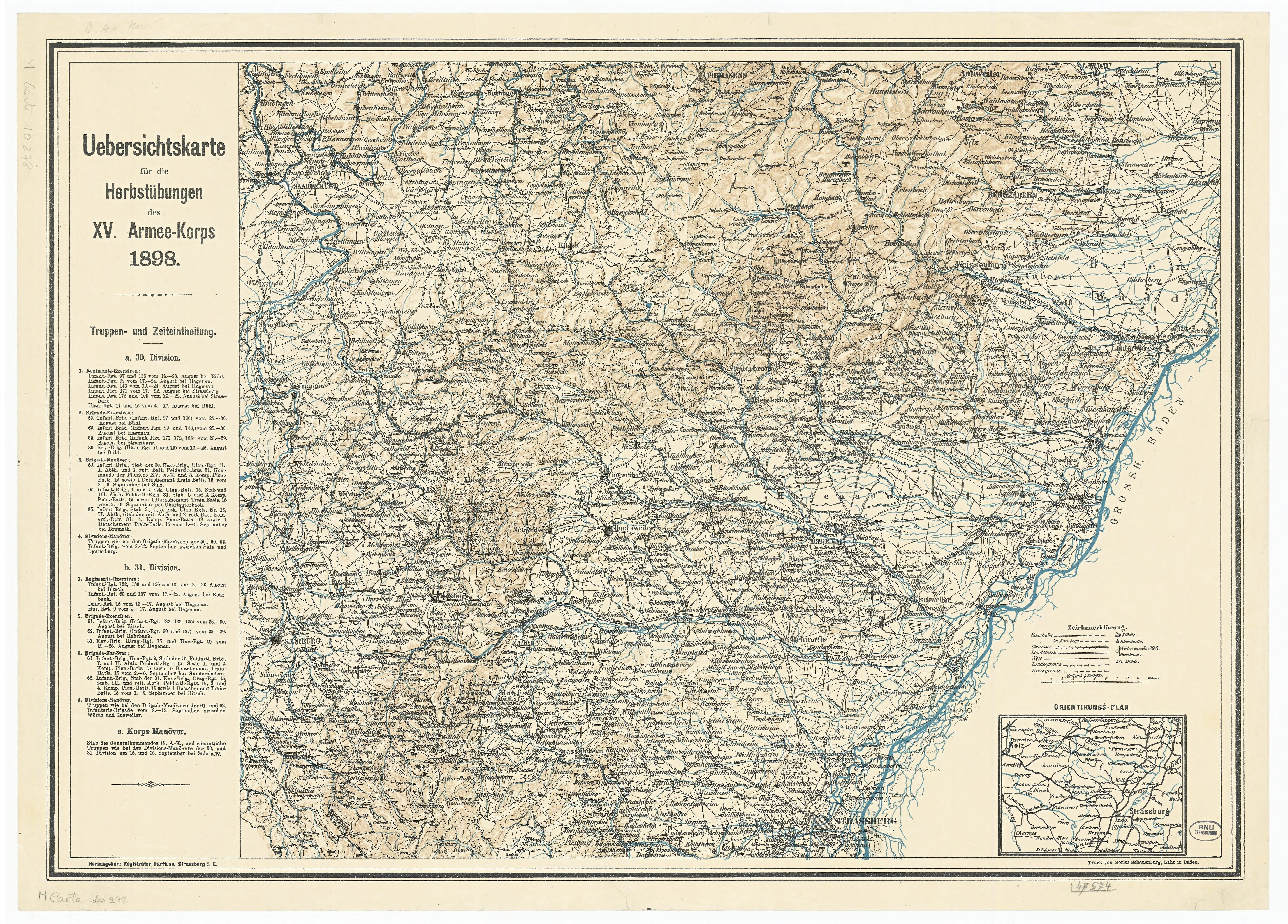
Teilnahme des 4. Lothringischen Infanterie-Regiment Nr. 136 an den Herbstübungen des XV. Armee-Korps vom 18. bis 23. August 1898 in Bühl

Nach der Aufstellung des Regiments am 1. April 1887 gab es bis zum Ersten Weltkrieg keine Kriegsbeteiligung des Regiments. In der Zeit bis zur Mobilmachung verlegte das Regiment mehrfach im Rahmen von Übungen und auch zur Teilnahme an den Kaisermanövern.

### Erster Weltkrieg (1914–1918)
Das Regiment machte am 2. August 1914 mobil.
Das Regiments war an den Kämpfen der 115. Division an der Ostfront von August 1915 bis April 1918 beteiligt. Auch in den Aufzeichnungen aus den Verlustlisten finden sich dazu Informationen. Bei einem Angriff am 20. September 1916 konnten die russischen Streitkräfte nördlich von Schelwiw durchbrechen und den Ort einnehmen. Gemeinsam mit anderen Einheiten konnte das Regiment am gleichen Tag den Rückzug bewirken.
Nach schweren Verlusten 1918 bei Blanzy wurden die Reste des Regiments in einem Bataillon zusammengefasst. Ende des Monats war das Regiment wieder aufgefüllt. Infolge weiterer Verluste löste man am 20. August 1918 die 4., 8. und 11. Kompanie auf. Am 10. September 1918 erhielt das Regiment seine eigene, aus Teilen der MWK115 gebildete Minenwerferkompanie.
Zur Maas-Argonnen-Offensive wurde das Regiment am 26. September 1918 mit anderen Verbänden als 229. Infanterie-Brigade bei der 115. Infanterie-Division aufgestellt, um gegen US-amerikanischen Verbände der American Expeditionary Forces von General John J. Pershing anzutreten.
Das Regiment wurde im Januar 1919 in Bad Wildungen demobilisiert und aufgelöst.

#### 1914

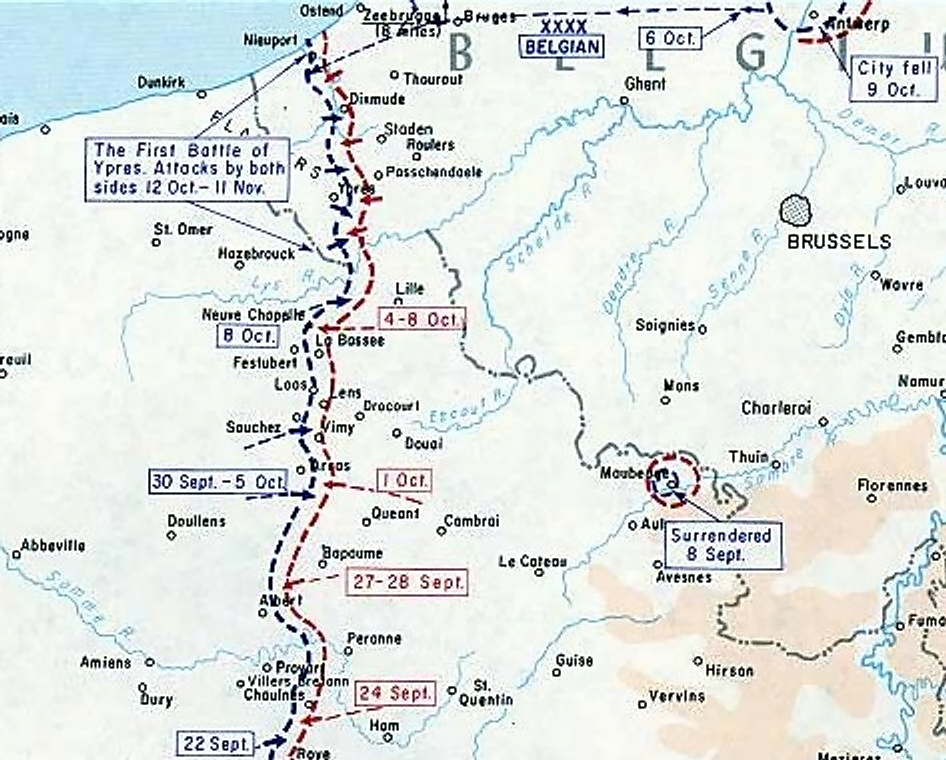
Erste Flandernschlacht, Oktober–November 1914

Das Regiment machte am 2. August 1914 mobil. Ab 1914 hatte das Regiment eine eigene Maschinengewehrkompanie.
Im Rahmen der 30. Infanterie-Division:
31. Juli bis 7. August: die Division wird im Elsass positioniert und hält entlang der französischen Grenze Deckung.
7. bis 10. August: an der Schlacht um Mülhausen beteiligt.
11. bis 20. August: ab dem 13. August Verlegung nach Saarburg i. L.
20. bis 22. August: In die Schlacht von Morhange verwickelt, Verfolgung der französischen Truppen, Vorrücken auf französisches Territorium. Schnelles Vorrücken mit Pferde-Fuhrwerken über die Meurthe nach Raon-l'Étape.
22. August bis 9. September: Ab dem 24. August auch in die Schlacht von Chipotte verwickelt.
9. bis 17. September: Herauslösen aus der Front, Konzentration in Avincourt; Transport auf Fahrzeugen nach Tergnier.
18. September bis 30. Oktober: An der Schlacht an der Aisne beteiligt, Besetzung eines Frontabschnitts zwischen Craonne und Hurtebise. Rückzug von der Front am 20. Oktober und Konzentration in der Region von Laon.
31. Oktober 1914 bis 8. Januar 1916: Transport auf Fahrzeugen nach Flandern in die Gegend von Ypern, Besetzung eines Abschnitts in einem Sektor in der Region.
31. Oktober bis 29. November 1914: Teilnahme an der Ersten Flandernschlacht. Kämpfe in Richtung Geluveld.

#### 1915
Im April wird das 136. Infanterie-Regiment an die neu aufgestellte 115. Infanterie-Division abgegeben.
Im Rahmen der 115. Infanterie-Division:
2. April – 9. Mai: Ausbildung in der Gegend von Tournai, Erholung und Ausbildung. In Reserve der Obersten Heeresleitung
10.–27. Mai: Verstärkung der Front im Sektor Arras, in die Schlacht um das Artois verwickelt. Sehr heftige Kämpfe im Sektor Ablain-Saint-Nazaire und Neuville-Saint-Vaastn
27. Mai – 10. Juni: Herauslösen aus der Front, Ruhe und Reorganisation.
10. Juni – 30. Juli: Transport über die Aisne, Besetzung eines Frontabschnitts in der Gegend von Missy-sur-Aisne.
30. Juli – 10. August: Herauslösen aus der Front, Fahrzeug-Transport an die Ostfront.
11.–19. August: Vormarsch in Richtung Kaunas.
19. August – 8. September: Kämpfe entlang des Neman.
9. September – 2. Oktober: An der Sventiany-Offensive beteiligt.
3. Oktober 1915 – 28. Juni 1916: Organisation und Besetzung eines Sektors in Richtung Smarhon, Naratsch-See und Pastavy

#### 1916

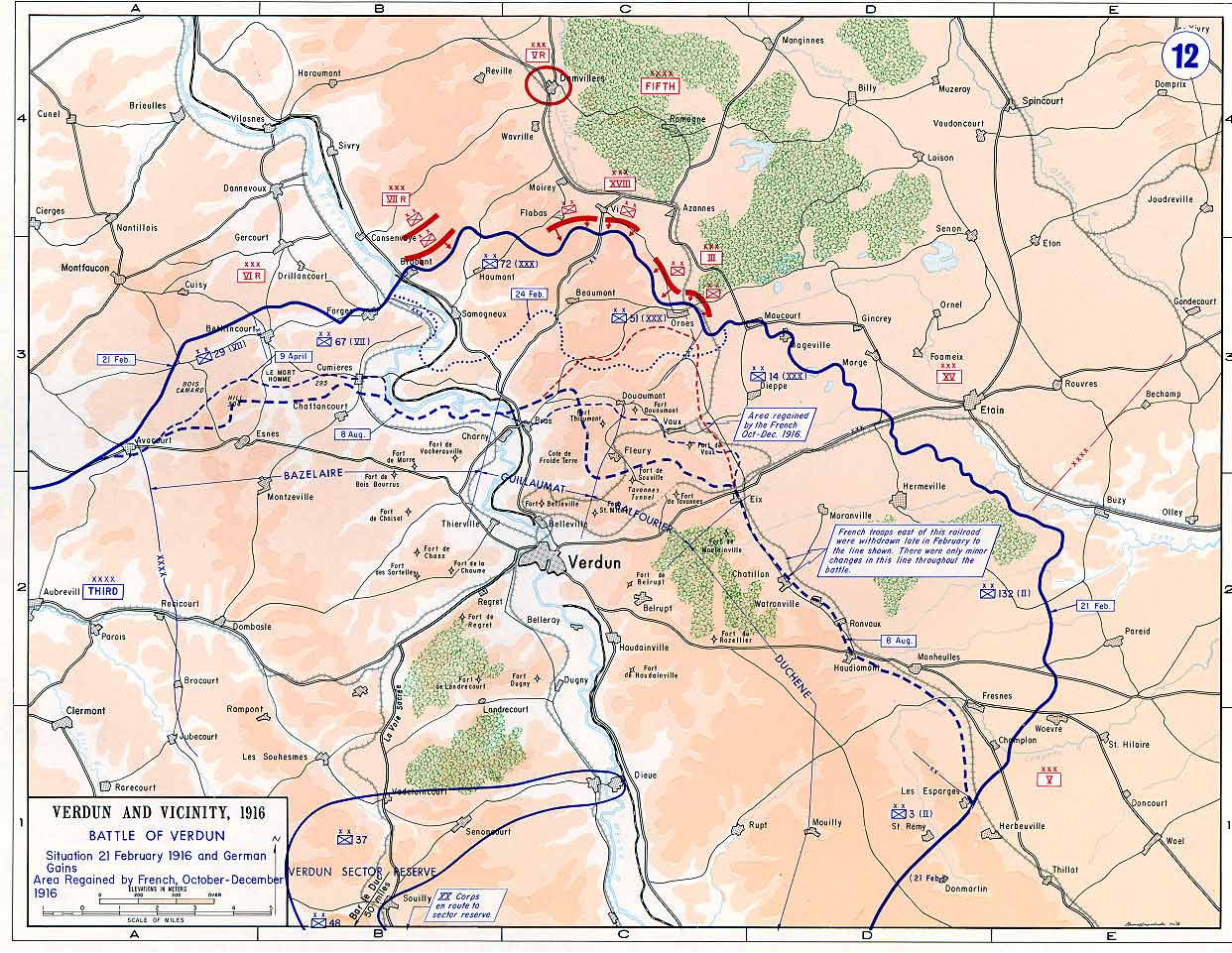
Schlacht um Verdun Februar–Dezember 1916

28. Juni – 16. Juli: Herauslösen aus der Front, Ruhe und Reserve.
16.–23. Juli: in Kämpfe um Ķekava verwickelt.
24. Juli – 2. August: Rückzug von der Front, Ruhepause.
2. August – 9. September: Verlegung nach Galizien, Teilnahme an der Kämpfe in der Gegend von Zaliztsi und an der Brussilow-Offensive. Insbesondere ist der Einsatz des Regiments am 20. September 1916 an den Rückeroberungen in Schelwiw (Wolodymyr) (Ukraine) bekannt. Am gleichen Tag brach General Brussilow die russische Offensive aufgrund der enorm angestiegenen Verluste ab.
9.–21. September: Herauslösen aus der Front, Ruhepause.
21. September – 4. November: Kämpfe in der Region Kovel.
5.–12. November: Besetzung eines Frontabschnitts zwischen den Flüssen Styr und Stokhid.
12. November – 1. Dezember: Herauslösen aus der Front, Transport nach Rumänien und Kämpfe entlang des Flusses Olt.
1.–5. Dezember: Schlacht am Argeș
6.–9. Dezember: Kampf um die Einnahme von Bukarest.
9.–20. Dezember: Verfolgung rumänischer Truppen in Richtung Ialomița, Prahova und Buzău.
21.–27. Dezember: Kampf um Râmnicu Sărat.
28. Dezember 1916 – 4. Januar 1917: Auswertung der Kämpfe um Râmnicu Sărat.

#### 1917
4. Januar – 21. Juli: Kämpfe entlang des Flusses Putna und des Flusses Siret.
22.–25. Juli: An der Abwehr der Kerenski-Offensive entlang des Siret beteiligt.
25. Juli – 9. Dezember: Sicherung von Sektoren entlang der Flüsse Siret und Susita.
10. Dezember 1917 – 1. Februar 1918: Waffenstillstand an der rumänischen Front, die Division besetzt ihre Stellungen.

#### 1918
1. Februar – 8. April: Ablösung durch eine österreichisch-ungarische Division; Herauslösen und Erholung in der Gegend von Brăila.
8.–18. April: Fahrzeugtransport an die Westfront über Budapest, Wien, Prag, Dresden, Koblenz, Köln, Aachen, Lüttich, Brüssel nach Lille
19. April – 21. Mai: Ab dem 21. April Fahrzeugtransport nach Antwerpen, Anweisung.
21.–29. Mai: Fahrzeugtransport von Antwerpen über Brüssel, Mons, Maubeuge, Le Cateau-Cambrésis und Bohain-en-Vermandois. Bewegung nach Versigny ab dem 24. Mai
29. Mai – 3. Juni: Bewegung in Etappen über Chaillevois und Vailly-sur-Aisne am 31. Mai; Ambrief am 1. Juni; Villers-Hélon am 2. Juni, um die 37. Infanterie-Division in Richtung Longpont abzulösen
3. Juni bis 19. Juli: An den letzten Kämpfen der Schlacht an der Aisne beteiligt; anschließend Besetzung eines Abschnitt in der Region Corcy.
Ab dem 17. Juli war die Division in die Schlacht um Soissons verwickelt und erlitt schwere Verluste
20. Juli – 7. August: Herauslösen aus der Front, Ruhepause in der Gegend von Brieulles-sur-Meuse.
7. August – 19. September: Ablösung der 22. Reserve-Division in der Region von Verdun. Besetzung eines Sektors zwischen Malancourt und Forges-sur-Meuse.
19. September – 12. Oktober: Ablösung durch die 7. Reserve-Division.
Ab dem 21. September: Verstärkung der Frontlinie in Richtung Gesnes-en-Argonne während der Maas-Argonnen-Offensive. Heftige Kämpfe um den Besitz von Gesnes-en-Argonne.
12. bis 18. Oktober: Ablösung durch die 3. Garde-Division, Eingesetzt zur Unterstützung derselben Division in der Umgebung von Romagne-sous-Montfaucon
18. Oktober – 1. November: Herauslösen von der Front, Ruhepause.
1.–11. November: Neuer Fronteinsatz, Kämpfe in der Gegend von Remonville.
Nach der Unterzeichnung des Waffenstillstands wurde die Division nach Deutschland verlegt, wo sie im Laufe des Jahres 1919 aufgelöst wird.
Nach den Aufzeichnungen zu den Verlusten des Regiments starben 4.360 Soldaten bei den Kampfhandlungen des Regiments oder in Gefangenschaft. Das Regiment erstreckte sich in der größten Aufstellung auf 4 Bataillone mit 19 Kompanien und einen Nachrichtenzug sowie das Offizierskorps.

## Unterstellung, Gliederung und Personal

### Verbandszugehörigkeit
- 1887: 65. Infanterie-Brigade / 33. Division[15] in Straßburg / XV. Armee-Korps in Straßburg
- 1890: 59. Infanterie-Brigade in Saarburg i. L. / 30. Division in Straßburg (Umnummerierung der Division) / XV. Armee-Korps in Straßburg
- 1906: 85. Infanterie-Brigade in Straßburg / 30. Division in Straßburg / XV. Armee-Korps in Straßburg

Kriegsgliederung:
- 02. August 1914 bis 2. April 1915 – 85. Infanterie-Brigade (30. Infanterie-Division)
- 03. bis 15. April 1915 – 60. Infanterie-Brigade (30. Infanterie-Division)
- 16. April 1915 bis 30. Juli 1916 – 229. Infanterie-Brigade (115. Infanterie-Division)
- 31. Juli bis 10. September 1916 – 115. Infanterie-Division
- 11. September 1916 bis 2. Dezember 1918 – 229. Infanterie-Brigade (115. Infanterie-Division)

### Kommandeure
| Dienstgrad            | Name                           | Datum                                   |
| --------------------- | ------------------------------ | --------------------------------------- |
| Oberst                | Paul Patrunky                  | 01. April 1887 bis 23. März 1890        |
| Oberst                | Karl von Bardeleben            | 24. März 1890 bis 20. April 1894        |
| Oberstleutnant        | Heinrich Gisevius              | 21. April 1894 bis 17. Oktober 1895     |
| Oberst                | Adolf Pagenstecher             | 18. Oktober 1895 bis 16. Dezember 1898  |
| Oberst                | Ernst von Twardowski           | 17. Dezember 1898 bis 21. April 1902    |
| Oberst                | Franz Wahnschaffe              | 22. April 1902 bis 9. Mai 1905          |
| Oberst                | Hans Hering                    | 10. Mai 1905 bis 16. November 1906      |
| Oberst                | Wilhelm Rintelen               | 17. November 1906 bis 26. Januar 1909   |
| Oberst                | Justus Roeder                  | 27. Januar 1909 bis 21. April 1912      |
| Oberst                | Friedrich von Scherbening      | 22. April 1912 bis 31. März 1914        |
| Oberstleutnant/Oberst | Stephan Matthies               | 01. April bis 18. September 1914        |
| Oberstleutnant        | Kurt Marschall von Bieberstein | 19. September 1914 bis 9. November 1916 |
| Oberst                | Springmann                     | 10. November bis 26. Dezember 1916      |
| Major                 | Friedrich Münzer               | 24. Januar 1917 bis 28. September 1918  |
| Major                 | Günther von Scheliha           | 29. September 1918 bis Demobilisierung  |

### Bekannte Regimentsangehörige
Zu einigen Personen, die Mitglieder des Regiments waren, finden sich weitere Artikel (Auswahl):
- Hans Dammann
- Ernst Flatow war 1907 bis 1908 Einjährig-Freiwilliger im Regiment, später evangelischer Pfarrer jüdischer Herkunft, Gegner des Nationalsozialismus, Krankenhaus-Seelsorger und Opfer des Holocaust.
- Heinrich Hannibal, zuletzt Offiziersstellvertreter beim Regiment, später deutscher SS-Brigadeführer und Generalmajor der Polizei sowie Täter des Holocaust.
- Albert Heuck war von April 1910 Februar 1914 als Kompanieführer der II. Brigade zuletzt Oberstleutnant beim Regiment, später und zuvor war er international an deutschen Militäroperationen beteiligt, wurde bis zum Generalleutnant befördert und erhielt den Orden Pour le Mérite.
- Fritz Kehler, Oktober 1911 bis September 1913 Militärdienst im Regiment, später Gewerkschafter (von 1956 bis 1958 war er Bundesvorsitzender), danach Ehrenvorsitzender der Gewerkschaft der Polizei (GdP).
- Fritz Kühne war Hauptmann als Bataillonsführer im Regiment, später Generalleutnant im Zweiten Weltkrieg und Stadtkommandeur in Aachen.
- Otto Meissner, militärische Ausbildung im Regiment, zuletzt Hauptmann, später Diplomat und Leiter des Büro des Reichspräsidenten.
- Carl Niemeyer war von Juli 1892 bis Mai 1895 im Regiment, zuletzt Oberst, später Generalmajor bei Pensionierung (1906).
- Erich Petersen war 1909 bis 1914 im Regiment, zuletzt Zugführer, später General der Flieger.
- Gustav Schürmann, um 1896 zweijähriger Militärdienst im Regiment, später Ingenieur, früher deutscher Automobilkonstrukteur mit Engagement in etlichen namhaften Unternehmen.
- Otto Schumann war 1907 bis 1913 Leutnant beim Regiment, später Generalleutnant der Polizei und SS-Gruppenführer im Zweiten Weltkrieg.
- Hermann Sieveking war Einjährig-Freiwilliger im Regiment, später Physiker und Professor für Luftschifffahrt und Flugtechnik.

## Auflösung und Nachwirkung (ab 1919)
Nach Kriegsende marschierten die Reste des Regiments nach Bad Wildungen, wo die Einheit ab Januar 1919 zunächst demobilisiert und schließlich aufgelöst wurde. Aus Teilen hatte sich Ende Dezember 1918 bereits ein Freiwilligen-Bataillon gebildet, das als I. Abteilung der 1. Landesschützen-Brigade (Landesschützenkorps) angehörte. Im Februar 1919 erfolgte außerdem die Aufstellung einer Freiwilligen-Kompanie, die dann als 5. Kompanie des Freikorps „Eulenburg“ fungierte.
Die Tradition übernahm in der Reichswehr durch Erlass des Chefs der Heeresleitung, General der Infanterie Hans von Seeckt, vom 24. August 1921 die 16. Kompanie des 12. Infanterie-Regiments in Halberstadt.

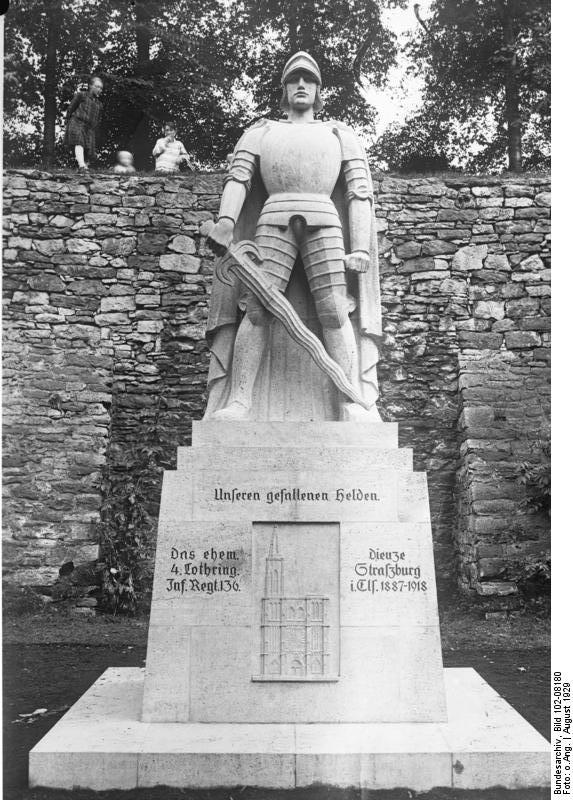
Kriegerdenkmal in Göttingen mit Widmung zum 4. Lothringisches Infanterie-Regiment Nr. 136 (August 1929)

In den 1920er und 1930er Jahren wurden in Deutschland eine Vielzahl von Kriegerdenkmälern errichtet, ganz überwiegend den Gefallenen einer Ortschaft oder einer militärischen Einheit gewidmet. Im zweiten Fall wurden diese Denkmäler meist an den ehemaligen Garnisonsorten der Regimenter aufgestellt, finanziert oft von Vereinen der Reservisten oder Ehemaligen des Regiments. Im Fall des Infanterie-Regiments Nr. 136 kam eine Aufstellung im nun französischen Straßburg nicht in Frage. Man entschied sich stattdessen für Göttingen, wo 1929 ein Denkmal für das 4. Lothringische Infanterie-Regiment Nr. 136 eingeweiht wurde. Das Denkmal wurde von dem bekannten Bildhauer Hans Dammann ausgeführt und zeigte den Erzengel Gabriel in mittelalterlicher Rüstung und mit Flammenschwert in der rechten Hand, die linke Faust geballt. Letztere Geste („Rachefaust“) galt als Symbol des Revisionismus und findet sich auch auf dem Kriegerdenkmal des Infanterie-Regiment Nr. 31 in Hamburg-Altona. Geschaffen wurde die Skulptur für das Infanterie-Regiment Nr. 136 vom Bildhauer Hans Dammann, der nach Kriegsende in seiner Werkstatt bis zu hundert Kriegerdenkmäler schuf. 1979 wurde das Denkmal von Göttingen nach Münster-Handorf in die Lützow-Kaserne versetzt.